# Tobias Olfen

„Tobias Olfen’s, eines braunschweigischen Rathsherrn, Geschichtsbücher der Stadt Braunschweig“, Carl Friedrich von Vechelde (Hrsg.), 1832.

Tobias Olfen (auch: Olffen; * 9. August 1597 in Braunschweig; † 25. September 1654 ebenda) war Braunschweiger Bürgermeister und Chronist.

## Leben
Tobias Olfen war ein Sohn des aus Dortmund nach Braunschweig übergesiedelten Kaufmanns Wilhelm Olfen und dessen Frau Ester Rittershausen († 1609 in Braunschweig (Pest)), der Tochter des Kanonikers und Seniors des St.-Blasi-Stifts in Braunschweig Balthasar Rittershusius. Nach dem Besuch der örtlichen Lateinschule frequentierte Olfen die St.-Martini-Schule seiner Geburtsstadt. 1616 bezog er die Universität Helmstedt und zwei Jahre später die Universität Altdorf, wo er bei seinem Onkel Professor Konrad Rittershausen wohnte. 1623 unternahm er mit zwei Nürnberger Patriziern eine Bildungsreise nach Genf, wo er ein Jahr blieb.
Im Folgejahr reiste er nach Frankreich, wo er sich in Lyon und Paris aufhielt und die französische Sprache erlernte. Zurückgekehrt nach Braunschweig, wurde er 1625 Sekretär des „Engen Rates“, ab 1631 wählte man ihn zum Ratsherrn des Weichbildes Altstadt. Olfen war von 1632 bis 1636 Gerichtsherr, 1642 Kleiner Bürgermeister und von 1643 bis 1653 Großer Bürgermeister der Altstadt. Zudem hatte man ihn 1642 zum Provisor des Hospitals B. Mariae berufen. 1654 wählte man ihn zum Burg- und Apothekerherrn. Am 1. Oktober 1654 wurde er in der Braunschweiger Martinikirche beigesetzt.

## Werk
Olfen ist Verfasser einer im Stadtarchiv Braunschweig erhaltenen handschriftlichen Chronik, welche die Stadtgeschichte Braunschweigs von der Entstehung bis zum Jahre 1648 umfasst. Die Chronik wurde u. a. von dem Bürgermeister des Weichbildes Sack und seinem Bruder Balthasar Olfen, fortgeführt. Eine unzureichend edierte, erst mit dem Jahr 1528 beginnende Teiledition der Chronik gab der Privatgelehrte Friedrich Karl von Vechelde (1801–1846) im Jahre 1832 heraus.

## Familie
Olfen war zweimal verheiratet. Seine erste Ehe schloss er 1626 mit Lucia Jüten († 1636), Witwe des Pastors an der Magnikirche Georgius Oedingus (* 28. Juni 1559 in Celle; † 18. Januar 1625 in Braunschweig), Tochter des Kämmerers des Weichbildes Altewiek Ludolph Jüten. Aus der Ehe stammen zwei Söhne und vier Töchter. Von den Kindern kennt man:
1. Ilse Olffen († jung)
2. Tobias Olffen
3. Conrad Olffen († jung)
4. Dorothea Olffen verh. 1651 mit dem Pfarrer in Wegeleben Autor Stein
5. Anna Olffen
6. Magdalena Olffen

Seine zweite Ehe ging er am 5. Dezember 1637 mit Euphrosina Hahn (* 3. November 1603 in Magdeburg) ein, Witwe des Pfarrers in Braunschweig Daniel Mönchmeyer (* 27. November 1582 in Groß-Salze; † 6. Juni 1635 in Braunschweig), Tochter des Pfarrers Philipp Hahn. Aus der Ehe stammen ebenfalls Kinder. Von diesen kennt man:
1. Johann Philip Olffen
2. Caspar Olffen
3. Jacob Olffen († jung)
4. Euphrosyna Olffen († jung)